# 韓國將棋變體
此條目所描述的是韓國將棋除了原本的之外，從昔而今衍生而成的變體列舉。
- 廣象戲 (朝鮮)
- 山將將棋
- 董卓將棋